# 李家鏊

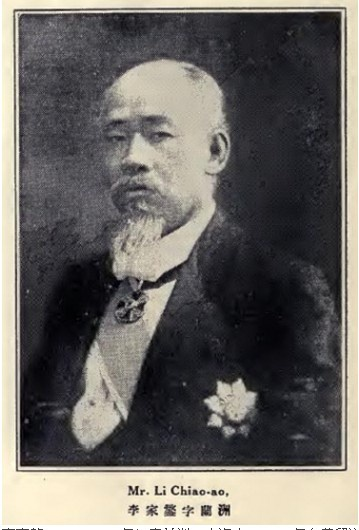
《中国名人录》第三版中的李家鏊照片

李家鏊（1863年—1926年9月），字蘭舟，江苏上海人。中华民国官员、外交官。

## 生平
清朝同治二年（1863年）生。1896年在天津俄文館任職，旋任浦監商務交涉員。1911年任東三省交涉員。嗣後任哈爾濱鐵路交涉局總辦。1913年1月，任吉林省西北路觀察使。1914年5月，調任濱江道尹。1917年9月，署理駐海參崴总領事。1919年9月，任西伯利亞高等外交委員，後復任北京政府外交部參事。1921年8月，轉任东省特别区域高等审判厅厅长。
1923年，任中华民国驻苏联外交代表（加公使衔），后又调任中华民国驻芬兰公使。1926年于任内逝世。
1925年五卅运动期间，李家鏊正任中华民国驻莫斯科的外交代表。1925年6月21日，他向中华民国临时政府外交部发出电文，提出解决事件的办法。
收驻莫李代表电

六月二十一日发

六月二十四日到

第二二七八号

外交部鉴：奉二十日电，内有多处不能明了，想委员团争论至不能解决之时方将惨杀案误会之事铲[?]除，提出三项宣言，以求沪事了却，为让步之极点。彼方既未奉有转报办理国际交涉之权，则退席回京亦同伦敦报纸所云，须俟详细报告方有计划之可言，其办事之谨慎不言而喻。各国舆论直我者多，即英、日工党亦大声疾呼，共表不平，足征世界尚能公道。所惧者，我国罢工、罢市之辈无力久持，再生暴动，若天安门国民大会蒸电所云本属公道，但驱逐使领不啻绝交宣战，驱逐虽易，善后为难。此间虽尚未见使团之宣言，料亦必有和平解决之法，拟请呈明执政劝谕国民少安毋躁，要求各国政府另派公正委员共同商议，我方再以理力争，于是以收回领事裁判权为着手，继以优恤死伤、惩办凶手等为了结此案之办法，再以定期改订条约为收回主权之先声，并力图内政改良以副中外之期望，心平气和，柔能克刚，妄再暴动，被人利用，图先自害，坐失机宜，更须杞忧矣。国之存亡全在此举，鏊以匹夫有责之义敬献刍荛，是否有当，伏候鉴察。鏊。二十一日。